# 양저우 대학

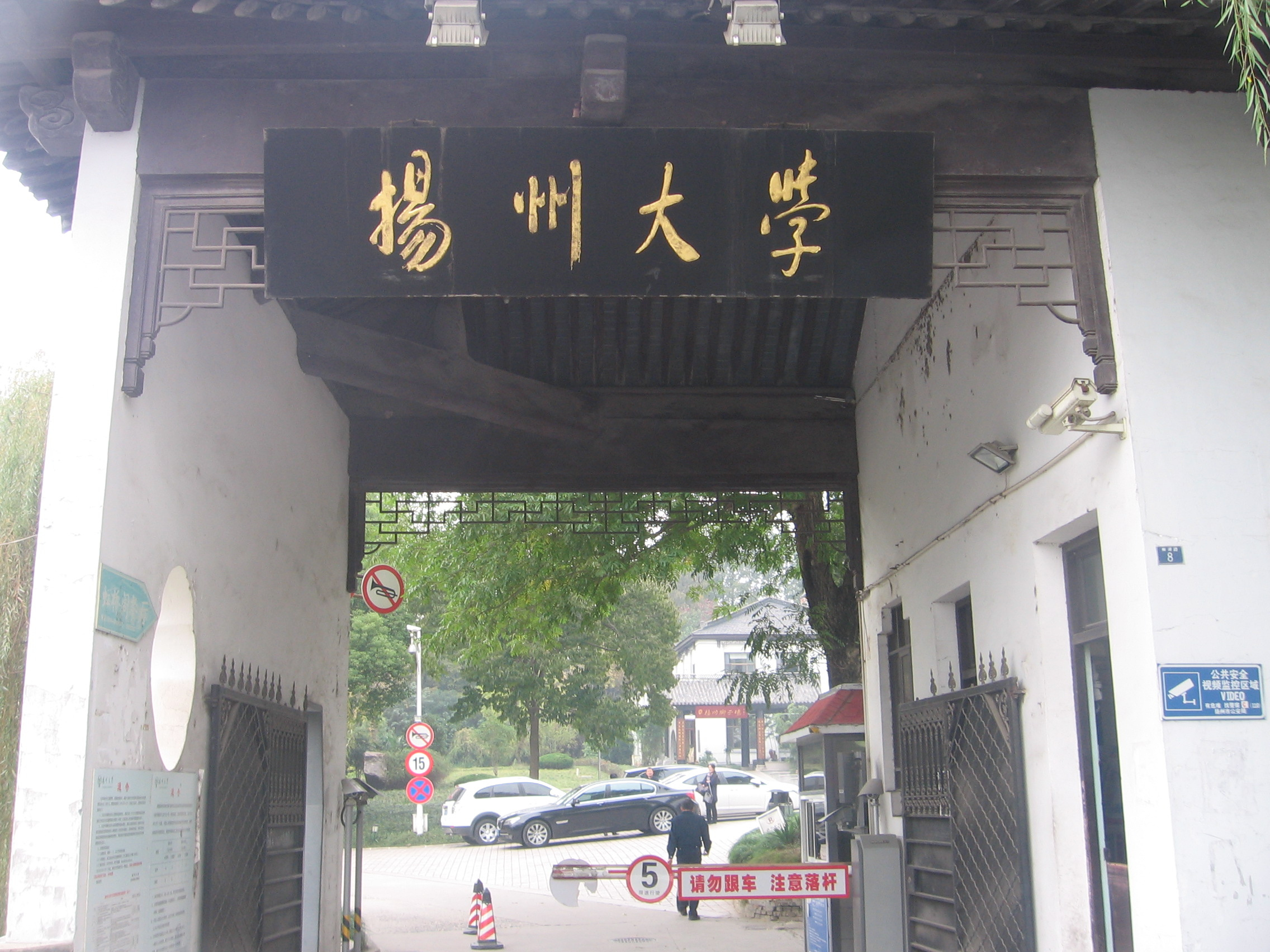

양저우 대학(중국어: 扬州大学, Yangzhou University, YZU)은 중화인민공화국 장쑤성 양저우시에 있는 대학이다. 1992년 6개의 지역대학이 하나로 합쳐져서 설립됐다. 장쑤 농학원(江苏农学院), 양저우 사범 학원(扬州师范学院), 양저우 공학원(扬州工学院), 양저우 의학원(扬州医学院), 장쑤 수리 공정 단과 학교(江苏水利工程专科学校), 장쑤 상업 단과 학교(江苏商业专科学校)가 1998년 합쳐졌다. 1992년 시행되었다.